# 萨福克大学
萨福克大学（英語：Suffolk University），创立于1906年，是一所私立、非宗派、位于麻薩諸塞州波士顿的大学。现有8000多名学生，是大波士顿地区的第八大大学。

## 外部連結
- 萨福克大学官方网站 （页面存档备份，存于）